# Miracle in Miami
Col nome di Miracle in Miami, noto anche come Miami Miracle, si intende un'azione di football americano avvenuta al termine della gara del 9 dicembre 2018, tra i Miami Dolphins e i New England Patriots. In svantaggio per 33–28 a 7 secondi dal termine della partita, i Dolphins completarono un passaggio da 17 yard e due passaggi laterali che risultarono in un touchdown da 69 yard touchdown del running back Kenyan Drake. Fu il primo touchdown della vittoria nella storia della NFL a vedere più di un passaggio laterale e il primo touchdown con più di un passaggio laterale dal River City Relay nel dicembre 2003. A fine partita, la giocata è divenuta nota con diversi nomi, in particolare "Miami Miracle" e "Miracle in Miami".

## Storia
I passaggi laterali in situazioni disperate erano già stati utilizzati in precedenza nella storia della NFL. Solo in due occasioni però fu segnato un touchdown dopo un passaggio laterale a fine partita. La prima occasione era stata l'8 gennaio 2000, quando i Tennessee Titans diedero vita al Music City Miracle quando il tight end Frank Wycheck passò al wide receiver Kevin Dyson il touchdown della vittoria da 75 yard contro i Buffalo Bills. Il secondo fu il già citato River City Relay il 21 dicembre 2003, dove i New Orleans Saints completarono con successo 3 passaggi laterali per un TD da 75 yard di Jerome Pathon contro i Jacksonville Jaguars. Tuttavia, il kicker John Carney sbagliò l'extra point e i Saints persero 20-19.

## La giocata
In svantaggio di 5 punti a 7 secondi dal termine, i Dolphins avevano il possesso sulla loro linea delle 31 yard. Il quarterback Ryan Tannehill passò l'ovale al wide receiver Kenny Stills, il quale passò un laterale a metà campo a DeVante Parker. Parker consegnò il pallone al running back Kenyan Drake, che corse col pallone per 52 yard in touchdown per la vittoria 34–33. I Dolphins rinunciarono a calciare l'extra point, dopo il cambio della regola in seguito al Minneapolis Miracle dei playoff 2017-2018.
Una delle chiavi della giocata fu il lavoro della guardia sinistra dei Dolphins Ted Larsen che seguì l'azione per 40 yard portando un blocco feroce sul difensore dei Patriots Patrick Chung, che in caso contrario avrebbe placcato Drake.

## Telecronache
- I telecronisti Ian Eagle e Dan Fouts commentarono la partita su NFL on CBS.

Commento di Eagle:
Sette secondi al termine. Tannehill lancerà... e questa terminerà. O no? Miami corre. In cerchio. Oh attenzione! Gronkowski! Non aveva l'angolo! Touchdown! Oh ho Kenyan Drake! Un miracolo! Miracolo a Miami! Stills... a Parker, a Drake! Un laterale... sentito in tutto il mondo. 
- I cronisti della radio dei Dolphins Jimmy Cefalo, Bob Griese e Joe Rose:[8]

Tannehill. Ultimo tentativo. Indietreggia per lanciare. La lancia lunga, proveranno a prenderla, lo fanno. A Parker, Parker la riceve ed la dà a Drake. DRAKE! 30, 20, GRONKOWSKI STA PER PLACCARLO! OH! È FINITA! ENTRA NELLA END ZONE! TOUCHDOWN! INCREDIBILE! MI STATE PRENDENDO IN GIRO? È INCREDIBILE! NON CREDO A QUELLO CHE HO APPENA VISTO! Non ci sono penalità e la gara è finita!
- Il cronista della radio dei Patriots Bob Socci:[9]

Tannehill lancia nel mezzo, a Stills, passaggio laterale, di nuovo a Butler. (sic) O Parker, che la passa a Drake, che corre sulle 40 yard di New England, supera le 30, 25, 20, 15, 10, Sarà una gara fino alla end zone! I Dolphins hanno vinto! Su un passaggio laterale!Una volta e poi due! E Drake ha segnato! I Patriots sono increduli! 

## Tabellino
| Arbitro: | Pete Morelli |

| |            | |
| J.Develin 8':13" Q1 (TD) corsa da 2 yd J. Edelman 14':14" Q2 (TD) ricezione da 2 yd S. Gostkowski 14':14" Q2 (pat) C. Patterson 10':32" Q2 (TD) ricezione da 37 yd S. Gostkowski 10':32" Q2 (pat) R. Gronkowski 3':49" Q2 (TD) ricezione da 16 yd S. Gostkowski 3':49" Q2 (pat) S. Gostkowski 6':50" Q4 (FG) 32 yd S. Gostkowski 0':21" Q4 (FG) 22 yd | Marcatori  | K. Stills 2':41" Q1 (TD) ricezione da 7 yd J. Sanders 2':41" Q1 (pat) B. Bolden 13':26" Q2 (TD) corsa da 54 yd J. Sanders 13':26" Q2 (pat) B. Bolden 7':28" Q2 (TD) corsa da 6 yd J. Sanders 7':28" Q2 (pat) B. Butler 3':58" Q3 (TD) ricezione da 23 yd J. Sanders 3':58" Q3 (pat) K. Drake 0':0" Q4 (TD) ricezione da 69 yd |
| Bill Belichick | Allenatori | Adam Gase |

## Reazioni
Il capo-allenatore dei Patriots Bill Belichick fu criticato per avere sostituito la safety Devin McCourty con il tight end Rob Gronkowski, che mancò il placcaggio finale che portò al touchdown.

## Arbitri
- Capo-arbitro: Pete Morelli (#135)
- Umpire: Steve Woods (#54)
- Down Judge: Steve Stelljes (#22)
- Line Judge: Jeff Seeman (#45)
- Back Judge: Keith Ferguson (#61)
- Side Judge: Boris Cheek (#41)
- Field Judge: Anthony Jeffries (#36)
- Arbitro dei replay: Brian Matoren